# Daniel Andersen
Daniel Folkmann Andersen (født 25. november 1885 i Rønne på Bornholm, død 30. april 1959 i København) var en dansk komponist, billedhugger og keramiker. Han blev uddannet i Wien og bosatte sig i 1930 i Rønne på Bornholm. Han komponerede bl.a. syngestykker, sange, en messe og operaen Madonnas Ansigt (1935).
Han er begravet på Rønne Kirkegård, men gravstedet er nedlagt.